# Famille Jacquel
La famille Jacquel est une famille protestante luthérienne venue vers 1720 de Cortébert dans le canton de Berne en Suisse pour s'installer à Rothau en Alsace soit approximativement à 200 km de leur région d'origine, par la route.
Manufacturiers et industriels du textile, les membres de la famille Jacquel ont successivement créé et exploité, entre 1840 et 1983, des usines de filage et de tissage dans plusieurs villages de la vallée de la Bruche comme Rothau, Neuviller-la-Roche, Natzwiller, Dinsheim-sur-Bruche et dans le piémont vosgien à Ottrott et Molsheim. Ces usines ont été regroupées au sein des Établissements Frédéric Jacquel, dont le siège était situé à Natzwiller. Un certain nombre de ces bâtiments industriels à toiture à sheds, sont encore visibles aujourd'hui.

## Histoire

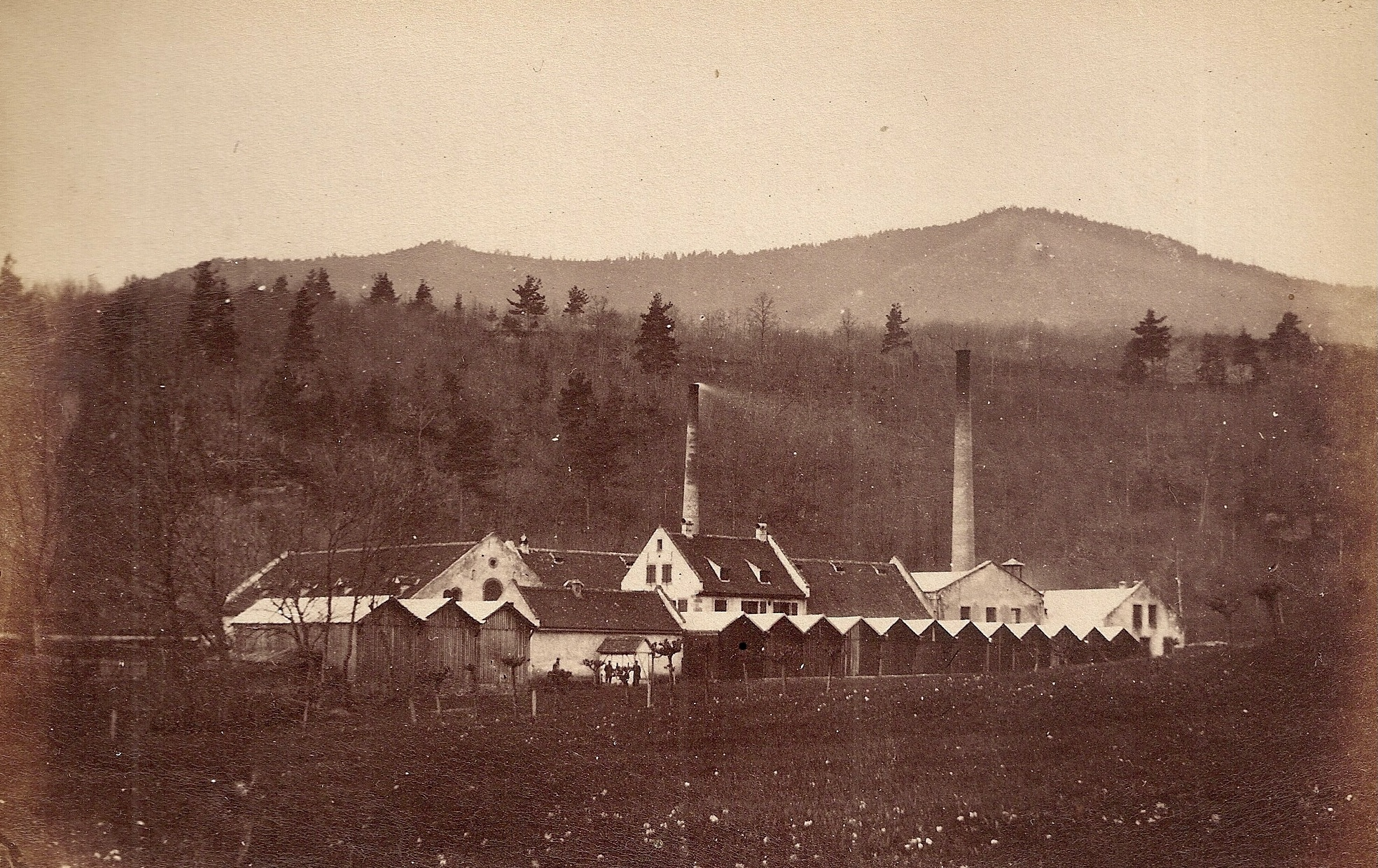
La nouvelle usine d'Ottrott s'est installée en 1922 en extension du site d'une ancienne manufacture de colorants (ici dans les années 1890).

Jean Jacquel venu du Jura suisse, s'installe à Rothau en 1720.
En 1836, Jean Frédéric Jacquel démarre sa première usine de tissage à Rothau. Il acquiert en 1840 un tissage à bras à la Haute Goutte à Natzwiller qu'il transforme en tissage mécanique de 64 métiers.
Paul Émile Jacquel double la capacité de production à Natzwiller en 1895 et améliore la fabrication et la sécurité à l'aide de dispositifs de son invention.
Frédéric Charles Jacquel crée les Établissements Frédéric Jacquel en 1901 et développe l'activité. Il crée en 1903 une usine de tissage à Dinsheim sur Bruche dans un ancien moulin, puis, en 1908, une filature au même endroit. Il fonde en 1914 une usine de tissage à Molsheim.
En 1922, les Établissements Frédéric Jacquel, devenus société anonyme, comptent 35 000 broches de filature, 950 métiers à tisser et emploient environ 700 ouvriers. La femme de Maurice Albert Jacquel, Louise Oesinger, apporte comme dot l'usine d'Ottrott. En 1922 Maurice Jacquel installe sa nouvelle usine à Ottrott.
De 1938 à 1955, Paul Jacquel est président de la Chambre de commerce et d'industrie de Strasbourg il est à ce titre considéré comme le fondateur de l'Institut d'enseignement commercial supérieur (IECS) devenu EM Strasbourg et de la Foire européenne de Strasbourg.
La crise du textile entraîne de fortes réduction d'activité en 1960. En 1964, les Établissements Frédéric Jacquel sont rachetés par le groupe des frères Willot. L'usine de tissage d'Ottrott est fermée en 1969, les ouvriers sont acheminés quotidiennement vers l'usine de Dinsheim-sur-Bruche.
Les usines de tissage et de filature de Dinsheim-sur-Bruche et de Natzwiller sont successivement fermées et les Établissements Frédéric Jacquel sont liquidés durant la période 1981-1983.

### Jean Frédéric Jacquel (1796-1885)
Jean Frédéric Jacquel a été le pionnier autodidacte de la dynastie Jacquel. Orphelin de père à 10 ans, il apprend par nécessité le métier de tisseur à bras dès 11 ans en 1807, chez Jonathan Salomon Widemann. Pendant les cinquante années de sa longue vie professionnelle, il a travaillé et dirigé la même entreprise de filage et de tissage de coton mécaniques de Rothau (successivement Veuve Mathieu Pramberger puis Steinheil Dieterlen & Cie). La mécanisation du tissage à Rothau intervient en 1836, soit six ans seulement après le véritable essor de la mécanisation du tissage à Mulhouse en 1830, la capitale industrielle de la région. En parallèle Jean Frédéric Jacquel a acquis en 1840, une usine de tissage à Natzwiller qu’il a mécanisée avec soixante-quatre métiers.

## Filiation
```
Jean Jacquel (1699-1761)
x
│
└── Jean Nicolas Jacquel (1756  - 1806), cabaretier et marchand    
    x Marguerite Bohy (1758-1828)
    │
    └── Jean Frédéric Jacquel (1796-1885), manufacturier autodidacte, Rothau
        x Marie Jeanne Fongon de Barembach
        │
        └── Gustave Jacquel
[
10
]
 (1824-1905), manufacturier, Rothau
        │   x Louise Heilmann (1824-1857)
        │
        └── Paul Émile Jacquel (1826-1898), manufacturier inventeur, Rothau
            x Caroline Henriette Weber (1832-1906)
            │
            └── Frédéric Charles Jacquel (1855-1937), industriel, Natzwiller - Chevalier de la 
Légion d'honneur

                x Aline Zweifel (1855-1916)
                │
                └── Paul Jacquel (1880-1964), industriel et président de la 
CCI
 de Strasbourg - Officier de la Légion d'honneur
                │   x Emy Marchal (1879-1958)
                │
                └── Maurice-Albert Jacquel (1883-1966), industriel, Natzwiller - Chevalier de la Légion d'honneur
                    x Louise 
Oesinger
 (1899-1955) cf.
Famille Oesinger
 six générations de maîtres de forges
[
11
]
, industriels
[
12
]
 et manufacturiers
[
13
]
 à 
Klingenthal

                    │
                    └── Paul-André Jacquel (1914-1997), militaire d'active puis industriel
                        x 
```

Il figure d'ailleurs une autre famille portant le nom de Jacquel dans le Nord de la France.
Il se pourrait que ces deux familles soient en lien mais nous manquons d'informations.